# Olta Boka

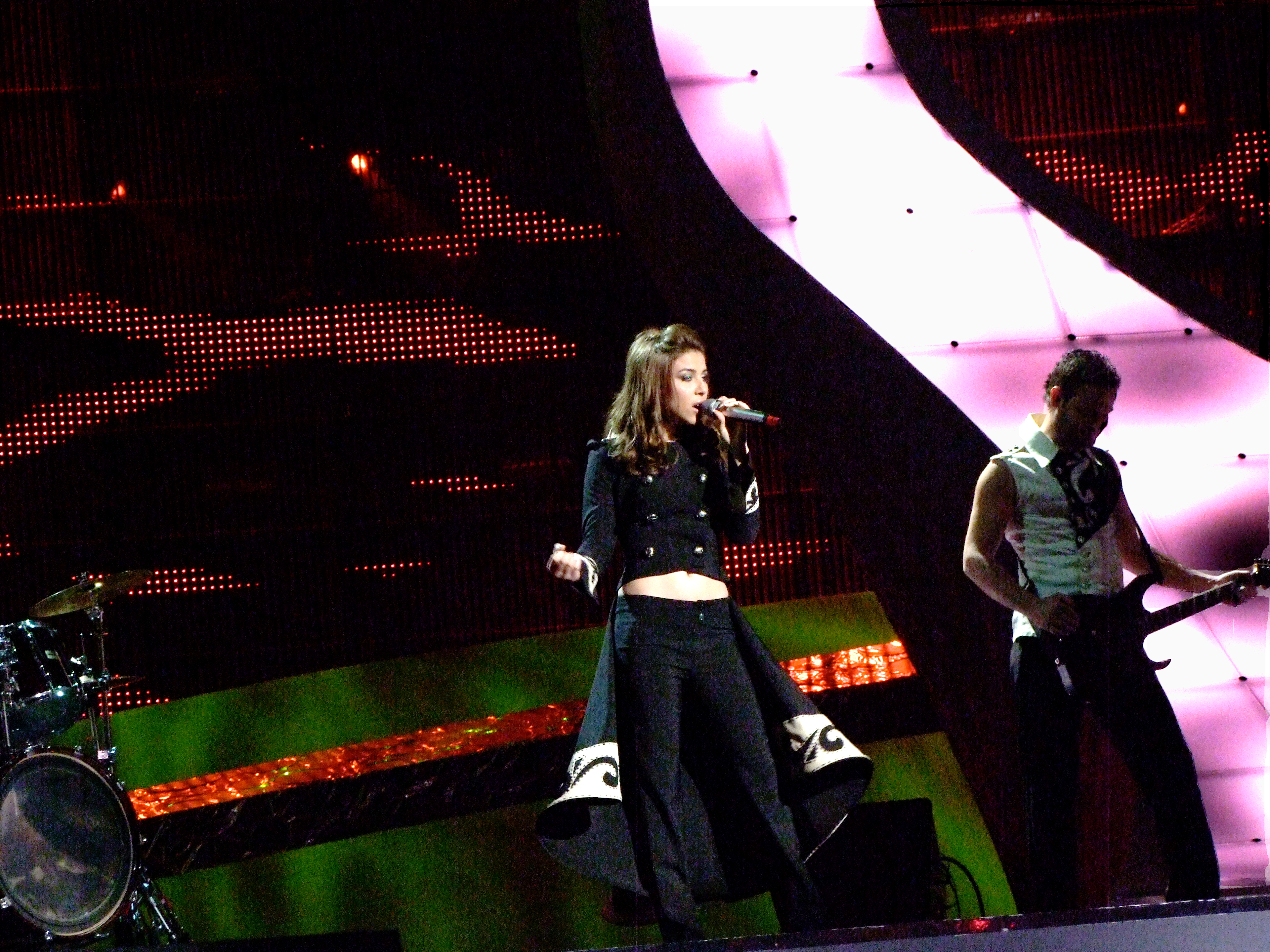
Olta Boka beim Eurovision Song Contest 2008

Olta Boka (* 4. November 1991 in Tirana) ist eine albanische Sängerin.

## Leben und Wirken
Mit neun Jahren gehörte Boka bereits dem albanischen „Chor der Engel“ an. Sie vertrat Albanien beim Eurovision Song Contest 2008 mit ihrem Lied Zemrën e lamë peng, wo sie beim Sieg des Russen Dima Bilan den 16. Platz belegte. Mit 16 Jahren war Boka die jüngste Teilnehmerin im Jahr 2008.
Mit diesem Lied trug Albanien zum dritten Mal ein Lied derselben Autoren vor. Sowohl 2005 mit Ledina Çelo als auch 2007 mit Aida und Frederik Ndoci konnten sich die Lieder, die von Adrian Hila komponiert und von Pandi Laco getextet wurden, in der albanischen Vorentscheidung durchsetzen.
2009 kehrte sie mit Denisa Macaj an das Festival zurück und sang den Titel Aria. 2019 nahm sie am 58. Festivali i Këngës und erreichte mit dem Lied Botë për dy den vorletzten von 13. Plätzen.
In den Jahren 2009 bis 2011, sowie 2013 nahm sie am Kënga Magjike teil, 2014 trat sie beim Top Fest auf.

## Diskografie
- 2001: Të dy prindërit i dua
- 2007: Zemrën e lamë peng („Wir ließen das Herz im Stich“)
- 2009: S’duhet të dua („Ich will dich nicht lieben“)
- 2009: Jepu me zemër
- 2010: Mbete një brengë
- 2011: Anna
- 2013: E fundit tango
- 2014: Ti më ke mua (feat. Erik Lloshi)
- 2014: Parfumi i tij
- 2016: Rri edhe pak
- 2017: Atij/asaj (feat. Stiv Boka)